# Зайцев Олег Дмитрович
Зайцев Олег Дмитрович (25 лютого 1967, Успенівка (Білгород-Дністровський район), Одеська область — театрознавець, культуролог, біограф, музеєзнавець, Доктор філософії з культурології (з 2025 року) [], Заслужений працівник культури України (з 2009 року), Член НСТД.
Автор понад 70 театрознавчих, культурознавчих та  мистецтвознавчих статей.
.

## Біографія
Народився 25 лютого 1967 року, у с. Успенівка  Саратського району Одеської області.
 1974 році переїзджає до міста Роздільна та іде до першого класу загально-освітньої школи № 4.
1984 році після занінчення школи поступає в Одеське державне театральне художньо- технічне училище (театральна світлотехніка). 
У 1989 році після закінчення училища за направленням іде на роботу художником зі світла Рівненського обласного українського музично-драматичного театру. 
У 1990 році одружується з театральним художником Зайцева Емма Іванівна. 
У 1997 році разом з родиною переїздить на Закарпаття. 
1997-2003 - культорганізатор, викладач, методист Ужгородського палацу дітей та юнацтва «ПАДІЮН». 
У 2003 році переходить на посаду директора Закарпатського обласного художнього музею імені Йосипа Бокшая. 
У 2009 році переводиться на посаду директора (2009-2010), згодом на посаду заступник директора  (2010-2022) Закарпатського обласного державного українського музично-драматичного театру. 
2021 році поступає на контракт до аспірантури (культурологія) Національної академії керівних кадрів культури і мистецтв. 
30 травня 2025 році  захищає  дисертацію за спеціальністю «Культурологія» на тему: «Театрально-декораційне мистецтво Закарпаття в соціокультурному просторі України ХХ - початку ХХІ століть» (наук. кер. - доктор культурологіїї Садовенко Світлана Миколаївна) []

## Освіта
- 1984 — закінчив загальноосвітню школу № 4 м. Роздільна, Одеської області.
- 1984 — 1989 Одеське театрально-художнє училище (Театральна світлотехніка).
- 1995 — 2000 навчався у Рівненському державному гуманітарному університеті, (Театральна режисура).
- 2007 рік — проходив стажування «Адміністрування Музеїв» в США.
- 2021 — 2025 Аспірант Національна академія керівних кадрів культури і мистецтв (Культурологія).

## Громадська діяльність
- з 2022   — член колегії управління культури Закарпатської ОДА.
- з 2018   — 2023  — артдиректор, головний режисер Міжнародний театральний фестиваль моно вистав "Монологи над Ужем"
- 2012  — 2021 — член журі фестивалю театрів «Молоко» (Одеса) []
- 2009 — 2018 — член редколегії журналу «Театральна бесіда» (Львів)
- 2009 — 2013 — Викладач Ужгородського заочного факультету Київський національний університет культури і мистецтв.
- з 2003 — 2017 - член відбіркової комісії з присудження обласної театральної премії братів Шерегів,
- 2000 — Голова осередку Національної спілки театральних діячів України.

## Нагороди

### Трудові
- 2023  — медаль "За служіння мистецтву" Всеукраїнське об'єднання громадян «Країна».
- 2019  — Заслужений працівник культури України[1];

### Відзнаки
- 2023  — Лауреат обласної премії в галузі театрального мистецтва ім. братів Є. Та А. Ю. Шерегіїв у номінації: «Критик, театрознавець» за серію статей на тему «Театрально-декораційне мистецтва Закарпаття  ХХ–ХХІ століть» .
- 2022  — "За розвіток Закарпаття" Закарпатська обласна рада.
- 2020  — Лауреат обласної премії в галузі театрального мистецтва ім. братів Є. Та А. Ю. Шерегіїв у номінації: «Критик, театрознавець» за монографію «Декоратори театрів Підкарпатської Русі 1919—1938 років» (Ужгород,2019) [Архівовано 2 липня 2020 у Wayback Machine.]
- 2017  — Лауреат обласної премії в галузі театрального мистецтва ім. братів Є. Та А. Ю. Шерегіїв у номінації: «Критик, театрознавець» за монографію «Художник театру Емма Зайцева» (Ужгород,2017) [Архівовано 25 січня 2018 у Wayback Machine.].
- 2014  — Лауреат обласної премії в галузі театрального мистецтва ім. братів Є. Та А. Ю. Шерегіїв у номінації: «Критик, театрознавець» за книгу «Режисери Закарпатського театру XX сторіччя» (Ужгород,2014).
- 2008  — Міністерство культури і туризму України «За багаторічну плідну працю в галузі культури».
- 2007  — Лауреат обласної премії в галузі театрального мистецтва ім. братів Є. Та А. Ю. Шерегіїв у номінації: «Критик, театрознавець» за книгу «Майстри Закарпатської сценографії XX сторіччя» [Архівовано 5 листопада 2013 у Wayback Machine.]
- 2005  — Лауреат звання «Заслужений діяч музейної справи» Всеукраїнської акції «Лідер народної довіри»  [Архівовано 5 грудня 2018 у Wayback Machine.].
- 2004  — Почесна грамота Міністерства освіти і науки України; Лауреат обласної премії в галузі образотворчого та декоративно — ужиткового мистецтва ім. А. Ерделі та Й. Бокшая у номінації «Мистецтвознавство» (Ужгород,2004).  [Архівовано 2 листопада 2013 у Wayback Machine.]

### Релігійні
- 2022  — Відзнака-Хрест та Благословенна грамота Предстоятеля Православної церкви України

## Книги, монографії
Автор понад 70 публікацій на теми театру, сценографії, образотворчого мистецтва, автор 6 видань, 3 монографій, співавтор 5 видань.
Коло наукових інтересів –  театральна бібліографія, театральна культурологія, семіотики театру, театр Закарпаття ХХ-ХХІ століть, театрально-декораційного мистецтва Закарпаття. 

Обкладинка книги.Ужгород.2014

- 2005  - «Емма Зайцева» — ISBN 966-8489-04-7.
- 2007  - «Майстри Закарпатської сценографії XX сторіччя» ISBN 966-8489-09-8.
- 2010  - «Закарпатський обласний державний український музично-драматичний театр»,
- 2014  - «Режисери Закарпатського театру XX сторіччя» — ISBN 978-917-7132-09-6.
- 2017  - «Художник театру Емма Зайцева» ISBN 978-617-7132-66-9 []
- 2019  - «Декоратори театрів Підкарпатської Русі 1919—1938 рр.» — ISBN 978-617-7796-01-4
- 2021  - «Театрально-декораційне мистецтво Закарпатського академічного обласного українського музично-драматичного театру імені братів Ю.-А.та Є. Шерегіїв 1946—2021 роки.»  ISBN 978-617-7796-15-1 .

Упорядник, автор вступних статей і коментарів у виданнях:
- 2004  - «Закарпатський обласний художній музей ім. Й.Бокшая» (альбом) ISBN 966-95998-7-3
- 2005  - «Мистецтво Закарпаття(каталог)»  ISBN 966-8489-05-5.
- 2007  - «Українське та російське мистецтво XVII — поч. XX ст.»(каталог),
- 2007  - «Туркменские ковры из коллекции Закарпатского областного художественного музея имени Й. Бокшая»;
- 2008  - «Закарпатський обласний художній музей ім. Й. Бокшая — 60 років»(наукове видання)  ISBN 978-966-8489-12-9;
- 2008  - «Йосип Бокшай» (альбом)  ISBN 966-8489-11-Х;

Автор статей у наукових збірниках,  енциклопедичних виданнях, зокрема
- Енциклопедія сучасної України (Тт. 10,19,20,21);
- Підписи та монограми художників України (Т. 1-2).

Опублікував журнальний варіант монографії «Театрально-декораційне мистецтво Закарпатського академічного обласного українського музично-драматичного театру імені братів Ю.-А.та Є. Шерегіїв 1946—2021 роки» у журналі «Культурологічні джерела» (№ 1, 2021; № 2, 2021; № 3, 2021, № 4, 2021).

## Організовані художні та театральні виставки в Україні
- 2005 — персональна виставка «Емма Зайцева. Від ескізу до вистави» Ужгород,Мукачево
- 2008 - «Закарпатський обласний художній музей ім. Й. Бокшая — 60 років» Ужгород
- 2009 — «Міжнародний день театру» (худ. Е.Зайцева, В.Степчук)Ужгород
- 2010 - автор експозиції театрального музею "Закарпатський обласний український музично-драматичний театр"  Ужгород
- 2012 — персональна виставка «Емма Зайцева. Театральний костюм» (Одеса)
- 2016 — «Міжнародний день театру» (худ. Е.Зайцева, В. Степчук, Л. Бєлая, В. Гресь)Ужгород
- 2018 — персональна виставка «Емма Зайцева. Ескізи життя» Ужгород
- 2019 — персональна виставка «Емма Зайцева. Ескізи життя» Львів,Одеса []
- 2020 — персональна виставка «Емма Зайцева.Театр художника» Ужгород
- 2021 — «Костюм-образ часу» (худ. Е.Зайцева, В.Степчук, В.Гресь, С. Усик) Ужгород
- 2025 — персональна виставка «Емма Зайцева. Народження образу» Ужгород

## Наукові статті у збірниках та електроних ресурсах
Дослідження: "Театральна культурологія", «Театрально-декораційне мистецтво Закарпаття XX ст. — XXI ст.»
- 2025

1. Зайцев О. Д.. Д. «Театрально-декораційнє мистецтво Закарпаття в соціокультурному просторі України ХХ— початку ХХІ ст.: дисертація. Київ, 2025. 356 с. [].

- 2024

1. Зайцев О. Д.. Д. Опера «Наталка Полтавка» як культурний код театрально-декораційного мистецтва Закарпаття (на прикладі вистав закарпатського театру ХХ—ХХІ ст.) :збірник матеріалів наукової конференції "Професійна мистецька освіта. Методичні аспекти" (Київ, 7 лютого 2024). Київ, 2024. С.184-191.
2. Зайцев О. Д.. Д. Культурний код сценічного простору Емми Зайцевої: збірник матеріалів ХХІХ наукових читаннь "Марія Заньковецька та її доба" (14 грудня 2023). Київ,2024. С. 103-112.
3. Zaitsev Oleh. "Historiography of the study of theatrical and decorative art in the theatrical culture of Transcarpathia in the 20th– first quarter of the 21st century". альманах Культура і сучасність. Київ: НАКККІМ. 2024. Том. 26 (1). С. 31-39.
4. Zaitsev Oleh. Stage costume in the cultural space of Transcarpathia in the 20th and first quarter of the 21st century/альманах Культура і сучасність. Київ: НАКККІМ. 2024. Том. 26 (2). С. 39-47.

- 2023

1. Зайцев О. Д.  Національна ідентичність театрально-декораційного мистецтва Закарпаття ХХ – ХХІ століття (на прикладі вистави «Наталка Полтавка» І. Котляревського). Культурологічні джерела. Ужгород, 2023. № 3, 4 (63, 64). С. 67–70.
2. Зайцев О. Д.  Семіотичні аспекти дослідження театрально-декораційного мистецтва Закарпаття ХХІ сторіччя. Культурологічний альманах. Київ : УДУ ім. М. Драгоманова. 2023. № 1(5). С. 174–180 .
3. Зайцев О. Д.   Театрально-декораційного мистецтва Закарпаття, як соціокультурний феномен ХХ ст. Сучасні дослідження в галузі культури і мистецтва : збірник тез  VІІІ Міжнародної науково-практичної конференції. Київ : КНУТКІТ, 2023. С. 44–48 ;

- 2022

1. Зайцев О. Д.  Театрально-декораційного мистецтва Закарпаття в соціокультурному просторі України ХХ сторіччя (45–90 роки). Вісник Маріупольського державного університету. Серія: Філософія,   Культурологія, Соціологія. Маріуполь : МДУ. 2022. № 24. С. 26–34;
2. Зайцев О. Д. Фольклорна парадигма закарпатського театрально-декораційного мистецтва ХХІ сторіччя. Миколаїв, 2022. С.33-39. ;
3. Зайцев О. Д.  Історико-культурний аналіз театрально-декораційного мистецтва Закарпаття 20–40 років  XX сторіччя. Вісник Маріупольського державного університету. Серія: Філософія, Культурологія, Соціологія. Маріуполь: МДУ.  2022.  № 23. С. 57–66;
4. Зайцев О. Д. Феномен Закарпатського театрально-декораційного мистецтва XX сторіччя. KELM (Knowledge. Education. Law. Management). 2022. № 1(45). P. 67–71;
5. Зайцев О. Д.  Мистецтво акторської гри Людмили Іванової. Трибуна. Київ, 2022. № 4. С. 52-53;
6. Зайцев О.Д.  Формування сценографії Закарпаття у виставах Закарпатського обласного українського музично-драматичного театру  період 1960–1980 роках. Трибуна. Київ, 2022. № 1. С. 47-48;
7. Зайцев О. Д. Культурологічні особливості Закарпатського театрально-декораційного мистецтва (на прикладі Закарпатського театру ляльок) 1980–2020 роки. Florence, Italy, 2022.  Р. 40–75 ;
8. Зайцев О. Д. Творчий шлях українського декоратора Марії Тушицької: історико-культурний аспект. Prague, Czech Republic, 2022.  Р. 129–133 ;
9. Зайцев О. Д. Фольклорна парадигма Закарпатського театрально-декораційного мистецтва ХХІ ст. Стан та перспективи розвитку культурологічної науки»: зб. тез доповідей Міжнародної наук.-практ. конф.Миколаїв : МФ КНУКіМ, 2022. С. 33–39;
10. Зайцев О. Д. Мала сцена в закарпатському театральному просторі ХХІ ст. :Культурологічний аспект. Діяльність продюсера в культурно-мистецькому просторі ХХІ століття: досягнення, інновації, перспективи: зб. матеріалів ХІІ – ої Міжнародної наук. конф. молодих вчених, аспірантів та магістрантів. Київ : НАКККіМ, 2022. С. 8–10;

- 2021

1. Зайцев О. Д. Театрально-декораційне мистецтво Закарпатського академічного обласного українського музично-драматичного театру імені братів Шерегіїв 1946—1960 років// Культурологічні джерела. Ужгород.2021.С.59-62;
2. Зайцев О. Д. Театрально-декораційне мистецтво Закарпатського академічного обласного українського музично-драматичного театру імені братів Шерегіїв 1961—1980 років// Культурологічні джерела. Ужгород.2021.С.65-69;
3. Зайцев О. Д. Театрально-декораційне мистецтво Закарпатського академічного обласного українського музично-драматичного театру імені братів Шерегіїв 1981—2000 років// Культурологічні джерела. Ужгород.2021.С.57-60;
4. Зайцев О. Д. Театрально-декораційного мистецтва 20–40-х років XX сторіччя в контексті розвитку культури Закарпаття
5. Зайцев О. Д. Роль театру художника Емми Зайцевої у збереженні й відтворенні Закарпатського народного костюму у XXI столітті
6. Зайцев О. Д. Новаторська роль Миколи Кричевського у розвитку театрально-декораційного мистецтва Руського театру товариства «Просвіта» в Ужгороді. зб. тез доповідей Міжнародної наук.-практ. конф. Миколаїв: МФ КНУКіМ, 2021. С. 31–34. ;
7. Зайцев О. Д. Творчість Михайла Михалевича в контексті розвитку декораційного мистецтва державного театру Карпатської України. зб. матеріалів ІІ – ої Міжнародної наук.-практ. конф. Маріуполь: МДУ. 2021. С. 80–83 ;
8. Зайцев О.ТЕАТРАЛЬНО-ДЕКОРАЦІЙНЕ МИСТЕЦТВО 20–40-х РОКІВ ХХ СТОРІЧЧЯ В КОНТЕКСТІ РОЗВИТКУ КУЛЬТУРИ ЗАКАРПАТТЯ.Збірник наукових праць SCIENTIA.;

- 2020

1. Зайцев О. Д. Художники театру «Нова сцена» 1936—1939 років // Культурологічні джерела. Ужгород, 2020. № 2 (50). С. 60–63;
2. Зайцев О.Д Емма Зайцева: сценографічні образи в просторі закарпатського театру. Ужгород: УжІКіМ, 2020. С. 36–50;

## Родина
- Дружина — театральний художник, заслужений діяч мистецтв України Зайцева Емма Іванівна
- Донька - Зайцева-Олос Анастасія Олегівна (1991 р.н.), магістр з туризму.
- Донька - Зайцева Амалія Олегівна (2007 р.н.) кандидат у майстри спорту з кіокушин БуДо карате, студентка Ужну.